# Glee: The Music, Britney 2.0 (EP)
Britney 2.0 es un extended play (EP) del elenco de la serie de televisión estadounidense Glee. Contiene ocho canciones interpretadas durante el episodio de la cuarta temporada de la serie de nombre homónimo, que fue el segundo tributo en honor de Britney Spears. El álbum está compuesto por seis canciones y dos mezclas de temas de Spears de los álbumes ...Baby One More Time y Femme Fatale. Britney 2.0 salió al mercado solo en formato digital.

## Recepción comercial
El EP debutó en el número uno de la lista de éxitos de Billboard Top Soundtracks Album y en el puesto 43 de la lista Billboard 200.

## Lista de canciones
| N.º | Título                         | Artista original             | Duración |  |
| 1.  | «3»                            | Britney Spears               | 3:27     |  |
| 2.  | «Boys / Boyfriend»             | Britney Spears/Justin Bieber | 2:43     |  |
| 3.  | «Gimme More»                   | Britney Spears               | 3:25     |  |
| 4.  | «Hold It Against Me»           | Britney Spears               | 3:38     |  |
| 5.  | «Womanizer»                    | Britney Spears               | 3:32     |  |
| 6.  | «Everytime»                    | Britney Spears               | 3:41     |  |
| 7.  | «Oops!... I Did It Again»      | Britney Spears               | 2:51     |  |
| 8.  | «(You Drive Me) Crazy / Crazy» | Britney Spears/Aerosmith     | 2:22     |  |